# Montpezat, Gard
Montpezat är en kommun i departementet Gard i regionen Occitanien i södra Frankrike. Kommunen ligger i kantonen Saint-Mamert-du-Gard som tillhör arrondissementet Nîmes. År 2022 hade Montpezat 1 398 invånare.

## Befolkningsutveckling
Antalet invånare i kommunen Montpezat
Referens:INSEE